# Federico Azcárate
Federico Xavier Azcárate Ochoa (n. Balcarce, Argentina; 15 de junio de 1984) es un futbolista argentino. Juega de defensa central o lateral izquierdo, y de su juego destacan su poderío aéreo, su anticipación, su colocación, la tranquilidad a la hora de sacar el balón tocando y para ser un defensa alto destaca en el buen golpeo del balón en los tiros libres.
Actualmente juega para el Club Racing de Balcarce.

## Historia
Surgido en las inferiores del Racing Fútbol Club de Balcarce (Buenos Aires).
Llegó a España con tan solo 18 años y debutó en Segunda B, jugando 24 partidos con el FC Cartagena, llamado en esa época Cartagonova.
Luego ficha por el Murcia B, en donde disputa numerosos partidos en Tercera División, y su buen papel en el filial, le da la oportunidad de jugar 9 partidos en Primera División con el primer equipo, debutando con 19 años contra el Atlético de Madrid en el Vicente Calderón. Ese año también jugó partidos contra equipos como el Barcelona, Real Madrid, Valencia, Villarreal y Deportivo de la Coruña, entre otros.
En el 2005 llegó al filial del Atlético de Madrid, en donde en un poco más de una temporada jugó 51 partidos, y por sus buenas actuaciones en el filial, el entonces técnico del primer equipo, Javier Aguirre, decidió llevárselo a hacer la pretemporada con el primer equipo en la gira por Alemania y China. No llegó a disputar ningún partido oficial con el Atlético de Madrid, en cambio sí jugó numerosos trofeos de pretemporada como el 2º Memorial Jesús Gil y Gil contra el Real Madrid, un cuadrangular en China, etc. Por los malos resultados del filial, durante la segunda parte de la temporada 2006-2007, tuvo que bajar a reforzar la zaga defensiva del equipo, que al final, acabaría salvando la categoría.
En la temporada 2007-2008, llegó al AEK Atenas,en donde no tuvo mucha suerte y sólo jugó 3 partidos entre copa y liga.
En 2008 llegó al Polideportivo Ejido, en donde jugó dos temporadas, disputando en total 37 partidos, convirtiendo 3 goles en liga.
Ese año fue contratado por el Leganés, en donde jugó 27 partidos y marcó 1 gol, y su equipo acabó siendo uno de los menos goleados de la categoría. Azcárate renovó su contrato con el Leganés para la temporada 2011-2012.
Luego de varias temporadas buenas en el Leganés, debió ser traspasado al Argentino de Saladillo por razones de estudios ya que esta estudiando para contador público . Finalmente, en 2013 fue adquirido por Santamarina de Tandil, club donde juega actualmente.
En la temporada 2013-2014 jugó 19 partidos. marcó 3 goles y su equipo acabó ascendiendo a la segunda división del fútbol argentino ( Nacional B).
Renueva por una temporada más con el conjunto de Santamarina y forma parte del equipo titular en el arranque del Torneo Nacional B 2014-2015.
En el año 2016 llega a Douglas Haig de Pergamino, de la segunda división del fútbol argentino, hasta 2017.
Luego ficha por el Club Cipolletti, donde participa del Torneo Federal A 2018.

## Clubes
| Club                      | País      | Año         | Partidos | Goles |
| ------------------------- | --------- | ----------- | -------- | ----- |
| FC Cartagena              | España    | 2002-2003   | 24       | 1     |
| Real Murcia B             | España    | 2003 - 2004 | 20       | 0     |
| Real Murcia               | España    | 2004 - 2005 | 12       |       |
| Atlético Madrid B         | España    | 2005-2007   | 51       | 4     |
| AEK Atenas FC             | Grecia    | 2007-2008   | 3        | 0     |
| Poli Ejido                | España    | 2008-2010   | 37       | 3     |
| CD Leganés                | España    | 2010- 2012  | 50       | 1     |
| Santamarina de Tandil     | Argentina | 2013 - 2015 | 61       | 3     |
| Douglas Haig de Pergamino | Argentina | 2016 - 2017 | 34       | 1     |
| Cipolletti                | Argentina | 2018 - 2018 | 10       |       |